# Zeynep Buyraç

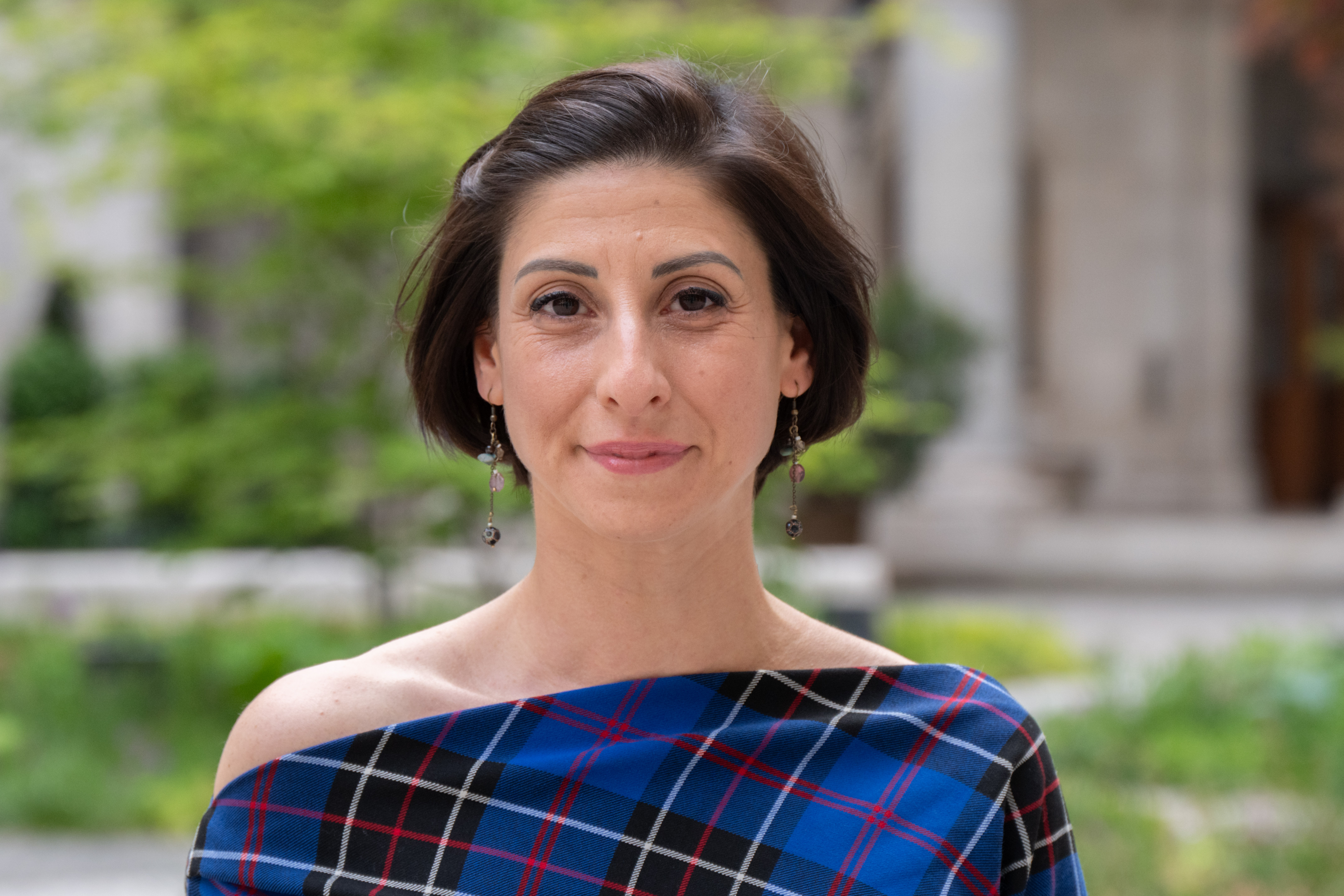
Zeynep Buyraç (2025)

Zeynep Buyraç (* 1982 in Istanbul) ist eine österreichische Schauspielerin in Film, Fernsehen und auf der Bühne. Sie ist die erste türkischstämmige Burgschauspielerin.

## Leben
Zeynep Buyraç wuchs in Istanbul auf, wo sie an der Deutschen Schule Istanbul Abitur machte und eine Tanzausbildung am Pera-Konservatorium absolvierte. Schauspiel studierte sie ab 2002 am Konservatorium der Stadt Wien, wo sie 2006 ihr Diplom erhielt. Parallel dazu machte sie von 2005/06 eine Musicalausbildung an den Performing Arts Studios in Wien.
Nachfolgende Engagements führten etwa an das Theater Regensburg, Landestheater Vorarlberg, das Landestheater Linz, das Stadttheater Klagenfurt und das Werk X. Zu den von ihr verkörperten Rollen zählen unter anderem Katharina in Der Widerspenstigen Zähmung, Eliza Doolittle in Pygmalion, Marina in Shakespeares Perikles, Sonia Kelich in Verrücktes Blut und Alice in Hautnah. 2014 hatte sie in der Uraufführung des Dramas InBetween von Barbi Marković beim Ethos Uluslararası Tiyatro Festivali in Ankara die weibliche Hauptrolle, ebenso bei der österreichischen Erstaufführung am Werk X, wo sie unter anderem auch als Sibel in Gegen die Wand zu sehen war. 2018 gastierte sie mit Demokratische Nacht – Du Prolet! am Residenztheater München. Seit Dezember 2018 spielt sie die Hauptrolle in Erschlagt die Armen! unter der Regie von Nina Kusturica am Werk X.
Von 2006 bis 2009 moderierte sie verschiedene Sendungen im türkischen Fernsehen, 2012 spielte sie in der ORF-III-Serie Mein Almanca an der Seite von Ludwig Müller die weibliche Hauptrolle. Im Herbst 2016 stand sie für Dreharbeiten zur ORF-Stadtkomödie Herrgott für Anfänger und im Frühjahr 2017 für die ORF-Stadtkomödie Harri Pinter, Drecksau vor der Kamera.
In der ORF-Serie Wischen ist Macht (2020) verkörperte sie die Rolle der Mira Petrenko, die angeblich aus einer ukrainischen Oligarchenfamilie stammt, deren Vermögen von Putin eingefroren worden ist. Bei den Bregenzer Festtagen 2020, die aufgrund der COVID-19-Pandemie anstelle der Bregenzer Festspiele stattfanden, war sie in der Uraufführung des Auftragswerkes Impresario Dotcom von Komponistin Ľubica Čekovská mit Libretto von Laura Olivi frei nach Carlo Goldonis Der Impresario von Smyrna (1761) in der Titelrolle zu sehen.
Ihr Debüt am Burgtheater gab sie Ende 2021 als Professor Roger Hardiman in Die Ärztin von Robert Icke, frei nach Professor Bernhardi von Arthur Schnitzler. Am Theater Drachengasse feierte sie im Mai 2022 mit der Uraufführung des Stückes Das Institut von Ulrike Syha als Expeditionsleiterin Premiere. In der Folge Azra (2023) der Krimireihe Tatort übernahm sie die Rolle der Majorin Eva Brunner von der Wirtschaftskriminalität. Im Herbst 2023 feierte sie am Burgtheater in der deutschsprachigen Erstaufführung des Stückes Die Nebenwirkungen von Jonathan Spector unter der Regie von Jan Philipp Gloger als Carina Premiere. Ebenfalls am Wiener Burgtheater wirkte sie ab März 2025 bei der deutschsprachigen Erstaufführung des Stückes Der Fall McNeal von Ayad Akthar in der Doppelrolle als Sahra Grewal sowie als Francine Blake mit.
2024 wurde sie als Nachfolgerin von Max Koch zur Vorsitzenden von SOS Mitmensch gewählt.

## Filmografie (Auswahl)
- 2008: Tatort: Exitus (Fernsehreihe)
- 2011: Mein Almanca (Fernsehserie)
- 2014: Die Freischwimmerin (Fernsehfilm)
- 2015: Altes Geld (Fernsehserie, zwei Episoden)
- 2015: Vorstadtweiber (Fernsehserie, eine Episode)
- 2015: SOKO Donau/SOKO Wien – Trauriger Sonntag
- 2015: Nowak's Würstln (Fernsehfilm)
- 2017: Stadtkomödie – Harri Pinter, Drecksau (Fernsehreihe)
- 2017: Stadtkomödie – Herrgott für Anfänger (Fernsehreihe)
- 2019: SOKO Kitzbühel – Die Freiheit am Ende (Fernsehserie)
- 2020: Wischen ist Macht (Fernsehserie)
- 2020: Abgesagt? Angesagt! (Fernsehserie, eine Episode)
- 2022: Jeanny – Das 5. Mädchen (Fernsehfilm)
- 2023: Tatort: Azra (Fernsehreihe)
- 2024: SOKO Donau/SOKO Wien – In der Falle (Fernsehserie)
- 2025: Landkrimi – Acht (Fernsehreihe)

## Publikationen
- als Sprecherin: Nasreddin Hodscha – Der Schelm aus Anatolien, Mono-Verlag, Wien 2015, ISBN 978-3-903020-24-5
- Das Türkische Improvisationstheater im Osmanischen Reich: Meddah, Karagöz und Orta Oyunu, AV Akademikerverlag, Saarbrücken 2011, ISBN 978-3-639-38574-8

## Auszeichnungen und Nominierungen (Auswahl)
- 2021: Österreichischer Musiktheaterpreis – Nominierung in der Kategorie Beste weibliche Hauptrolle für Impresario Dotcom (Dotcom) bei den Bregenzer Festspielen[21][22]